# サン・マルク (ハイチ)
サン・マルク（仏: Saint-Marc, ハイチ語: Sen Mak）はハイチ中部、アルティボニット県南部の港湾都市。ポルトープランスの北西約100km、ゴナイーヴの南約37.8km。アルティボニット川の河口から一山越えて南に位置し、ゴナイーヴ湾内のサンマルク湾に面する。
ハイチ革命時にジャン＝ジャック・デサリーヌらがフランス軍の攻撃を凌いだクレト＝ア＝ピエロはサンマルクの23km東、ヴェレットの北5kmに位置する。
1905年には国営鉄道が敷かれ、ポルトープランスまで結ばれていた。また南東のヴェレットまでの30kmの路線も敷かれていた。
2003年9月に「人食い軍」と名乗るゴナイーヴのギャングの頭目アミオ・メタイエの目玉を刳貫かれた死体がサンマルクの郊外の路上で発見され、国境なき記者団やニューヨーク・タイムズなどは彼がアリスティド支持であったが、これにより人食い軍が反アリスティドに転じたとしている。
サッカーハイチリーグのバルティモアの本拠地である。国連ハイチ安定化派遣団ではネパール軍が駐留する。

## 脚註
1. ↑  “Population Hub”. 2023年6月15日閲覧。
2. ↑  Bureau of Democracy, Human Rights, and Labor, "Haiti", Country Reports on Human Rights Practices  - 2003, February 25, 2004.
3. ↑  LYDIA POLGREEN, "Chaos Becomes a Way of Life in a Rebel-Held Haitian City", The New York Times, February 16, 2004
4. ↑  Reporters Without Borders, "Reporters Without Borders Annual Report 2003 - Haiti", UNHCR Refworld, accessed 2 August 2008.

座標: 北緯19度7分 西経72度42分 / 北緯19.117度 西経72.700度